# James LeGros

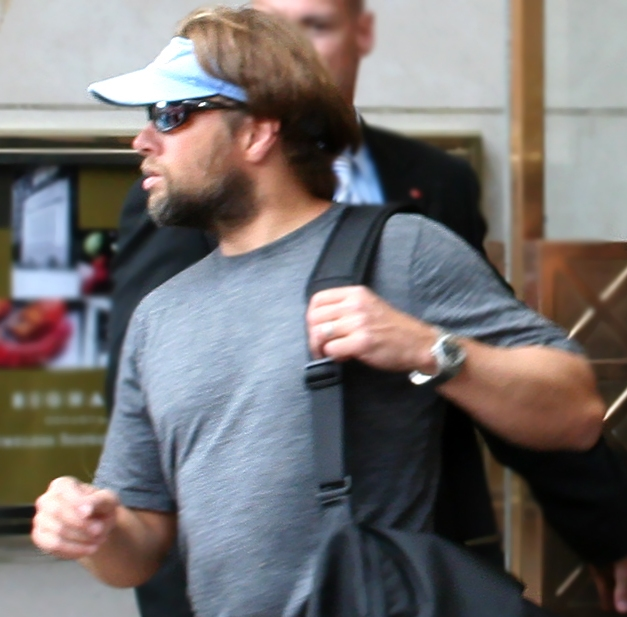
James LeGros, 2006

James LeGros (* 27. April 1962 in Minneapolis, Minnesota) ist ein US-amerikanischer Schauspieler.

## Leben
LeGros trat zuerst am South Coast Repertory Theatre auf. In der Mitte der 1980er Jahre spielte er einige Rollen in Fernsehserien; in der Komödie Wahre Männer trat er 1987 neben James Belushi und John Ritter auf. In dem Actionfilm Gefährliche Brandung spielte er 1991 neben Patrick Swayze, Keanu Reeves und Gary Busey. In dem Western Bad Girls  war er 1994 neben Madeleine Stowe, Mary Stuart Masterson, Andie MacDowell und Drew Barrymore zu sehen. Für seine Rolle in der Komödie Living in Oblivion – Total abgedreht, in der er 1995 an der Seite von Steve Buscemi, Catherine Keener und Dermot Mulroney auftrat, war er 1996 für einen Independent Spirit Award nominiert.
In den Jahren 2000 bis 2001 trat er in der Fernsehserie Ally McBeal auf. Für diese Rolle war er im Jahr 2001 für einen Screen Actors Guild Award nominiert. In dem Fernsehdrama Damaged Care trat er 2002 in einer Hauptrolle neben Laura Dern und Diane Ladd auf. In dem Filmdrama November spielte er 2004 neben Courteney Cox eine der Hauptrollen.
LeGros ist seit 1992 mit der Schauspielerin Kristina Loggia verheiratet, mit der er zwei Kinder hat.

## Filmografie (Auswahl)
- 1984: T.V. – Total verrückt (The Ratings Game)
- 1986: Solarfighters (Solarbabies)
- 1987: Near Dark – Die Nacht hat ihren Preis (Near Dark)
- 1987: Wahre Männer (Real Men)
- 1988: Das Böse II (Phantasm II)
- 1989: Geboren am 4. Juli (Born on the Fourth of July)
- 1989: Drugstore Cowboy
- 1991: Gefährliche Brandung (Point Break)
- 1992: Guncrazy
- 1994: Bad Girls
- 1994: Mrs. Parker und ihr lasterhafter Kreis (Mrs. Parker and the Vicious Circle)
- 1995: Safe
- 1995: Living in Oblivion – Total abgedreht (Living in Oblivion)
- 1996: Run Off (Boys)
- 1997: Wishful Thinking
- 1997: Outer Limits – Die unbekannte Dimension (Fernsehserie, Episode 3x13)
- 1998: Bittere Rache (The Pass)
- 1998: Der Staatsfeind Nr. 1 (Enemy of the State)
- 1998: Psycho
- 1998: Thursday – Ein mörderischer Tag (Thursday)
- 2000–2001: Ally McBeal (Fernsehserie, 28 Episoden)
- 2001: Lovely & Amazing
- 2002: Damaged Care
- 2004: November
- 2004: Mission: Possible – Diese Kids sind nicht zu fassen! (Catch That Kid)
- 2005: Sexual Life
- 2005: Straight Into Darkness
- 2005: Liebe ist Nervensache (Trust the Man)
- 2006: The Last Winter
- 2007: Zodiac – Die Spur des Killers (Zodiac)
- 2007: Sherman’s Way
- 2007: Visioneers
- 2008: 8 Blickwinkel (Vantage Point)
- 2009–2010: Mercy (Fernsehserie, 22 Episoden)
- 2010: Bitter Feast
- 2011: Mildred Pierce (Miniserie, 5 Episoden)
- 2011–2012, 2014: Justified (Fernsehserie, 6 Episoden)
- 2012: Der Ruf der Wale (Big Miracle)
- 2013: Revenge (Fernsehserie, 3 Episoden)
- 2013: Good Wife (The Good Wife, Fernsehserie, Episode 5x08)
- 2013: Night Moves
- 2016: Certain Women
- 2017: Fear the Walking Dead (Fernsehserie, Episode 3x15)
- 2018: Wildling
- 2019: The Passage (Fernsehserie, 5 Episoden)
- 2019: Phoenix, Oregon
- 2020: Hunters (Fernsehserie, 5 Episoden)